# Afonsinho
Afonso Guimarães da Silva (Afonsinho, ur. 8 marca 1914 w Rio de Janeiro, zm. 20 lutego 1997) – brazylijski piłkarz, pomocnik. Brązowy medalista MŚ 38.
Karierę zaczynał w 1931 w Américe z rodzinnego miasta. Później grał we CR Flamengo (1933-1934), São Cristóvão Rio de Janeiro (1935-1939) i Fluminense FC (1940-1946). Zwyciężał w Campeonato Carioca. W reprezentacji Brazylii rozegrał 20 spotkań i strzelił 1 bramkę. Podczas MŚ 38 wystąpił w czterech meczach. Brał udział w Copa América 1937 (drugie miejsce) i Copa América 1942 (trzecie miejsce).